# Володько, Анатолий Иванович
Анатолий Иванович Володько (20 августа 1952, Минская область) — российский железнодорожник. Заслуженный работник транспорта Российской Федерации (2007). В течение 16 лет, c 2002 по апрель 2018 года, начальник Юго-Восточной железной дороги, филиала ОАО «РЖД», предприятия с более чем 20 тыс. сотрудников, занимающегося железнодорожными перевозками на территории 11 областей России.
Под оперативным руководством Володько в 2015 — 2017 годах осуществлён проект строительства в обход Украины двухпутной электрифицированной железной дороги на участке Журавка – Миллерово, за что он награждён Орденом Почёта.

## Биография
Анатолий Володько родился 20 августа 1952 года в Минской области. Окончил Белорусский институт инженеров железнодорожного транспорта.
На железнодорожном транспорте начал работать в 1974 на станции Брянск-Льговский Московской железной дороги дежурным по станции. Отслужив в рядах Советской Армии, в 1975 вернулся на прежнее место работы. Затем был станционным диспетчером станции Брянск-Льговский.
В 1977 назначен начальником станции Клинцы Московской дороги, в 1980 — заместителем начальника станции Брянск-Льговский.
С 1982 работал заместителем начальника отдела перевозок Брянского отделения Московской дороги, с 1986 — начальником станции Брянск-Льговский.
В 1988—1994 — начальник отдела перевозок — заместитель начальника Брянского отделения Московской дороги, Брянск.
В 1994—1998 — заместитель начальника Брянского отделения Московской железной дороги.
В 1998—2002 — начальник Брянского отделения Московской железной дороги, в 2002 — заместитель начальника Московской железной дороги.
В 2002 году назначен начальником Юго-Восточной железной дороги.
Под руководством Володько дорога трижды становилась победителем отраслевого соревнования ОАО «РЖД».
- В 2007 на ЮВЖД впервые на сети дорог России внедрена автоматизированная система светодиодного освещения и оповещения для пассажирских платформ в пригородном сообщении на станции Воронеж-1[4].
- В период деятельности Володько в развитие и модернизацию станций Казинка, Тербуны, Елец и Раненбург монополистом инвестировано свыше 700 млн руб. На этих станциях созданы особые экономические зоны федерального и регионального уровней[5].
- В 2009 на дороге введён в обращение новый пассажирский поезд сообщением Воронеж — Одесса[4].
- Володько прилагает усилия к привлечению инвестиций и строительству железнодорожного вокзала «Воронеж-3» на главном ходу линии Москва — Ростов — Сочи, с тем, чтобы транзитные скорые поезда не принимались на центральном вокзале города, находящемся в стороне от главного хода, что позволит на 40 минут сократить движение поездов из Москвы в южном направлении[6].
- В июле 2012 начальник управления государственного железнодорожного надзора Ространснадзора РФ Геннадий Сарафанов, оценивая деятельность ЮВЖД, возглавляемой Володько 10 лет, отметил высокие показатели дороги в области эффективности управления безопасностью движения[7].

20 апреля 2018 года Володько освобождён от должности начальника ЮВЖД в связи с переходом на пенсию. Гендиректор РЖД О. В. Белозёров вручил ветерану орден Почёта, которым президент Путин наградил Володько за большой вклад в реализацию проекта строительства двухпутной электрифицированной железной дороги на участке Журавка – Миллерово. При отставке Володько награждён также знаком «За заслуги в развитии ОАО "РЖД" I степени».

## Семья
Женат, имеет дочь Татьяну.

## Награды
- Орден Почёта (02 марта 2018 года) — за большой вклад в реализацию проекта строительства двухпутной электрифицированной железной дороги на участке Журавка - Миллерово[9]
- Орден Дружбы (26 января 2023 года) — за активную общественную деятельность[10]
- Медаль ордена «За заслуги перед Отечеством» II степени (26 июня 2013 года) — за достигнутые трудовые успехи, многолетнюю добросовестную работу и активную общественную деятельность[11]
- Заслуженный работник транспорта Российской Федерации (26 апреля 2007 года) — за заслуги в области транспорта и многолетний добросовестный труд[12]
- Почётный знак «За добросовестную службу Воронежской области» (18 августа 2017) — за многолетний добросовестный труд, большой личный вклад в развитие железнодорожного транспорта на территории Воронежской области и в связи с 65-летием со дня рождения
- Знак «Почётный работник транспорта России» (10 августа 2017) — за трудовые успехи и многолетнюю добросовестную работу на транспорте [13]
- Знак «За заслуги в развитии ОАО "РЖД" I степени»
- Знак «Почётный железнодорожник»
- Знак «Почётный работник Московской железной дороги»